# Cumbres and Toltec Scenic Railroad
La Cumbres & Toltec Scenic Railroad (C & TS) è una ferrovia turistica a scartamento ridotto (3 piedi - 914 mm ) che corre tra Chama nel Nuovo Messico e Antonito nel Colorado. Il percorso misura 103 km e supera il Passo Cumbres (10.015 piedi, 3.053 m.s.l.m.) attraversando la gola di Toltech. Ad oggi è la più alta ferrovia a vapore a scartamento ridotto negli Stati Uniti.

## Storia

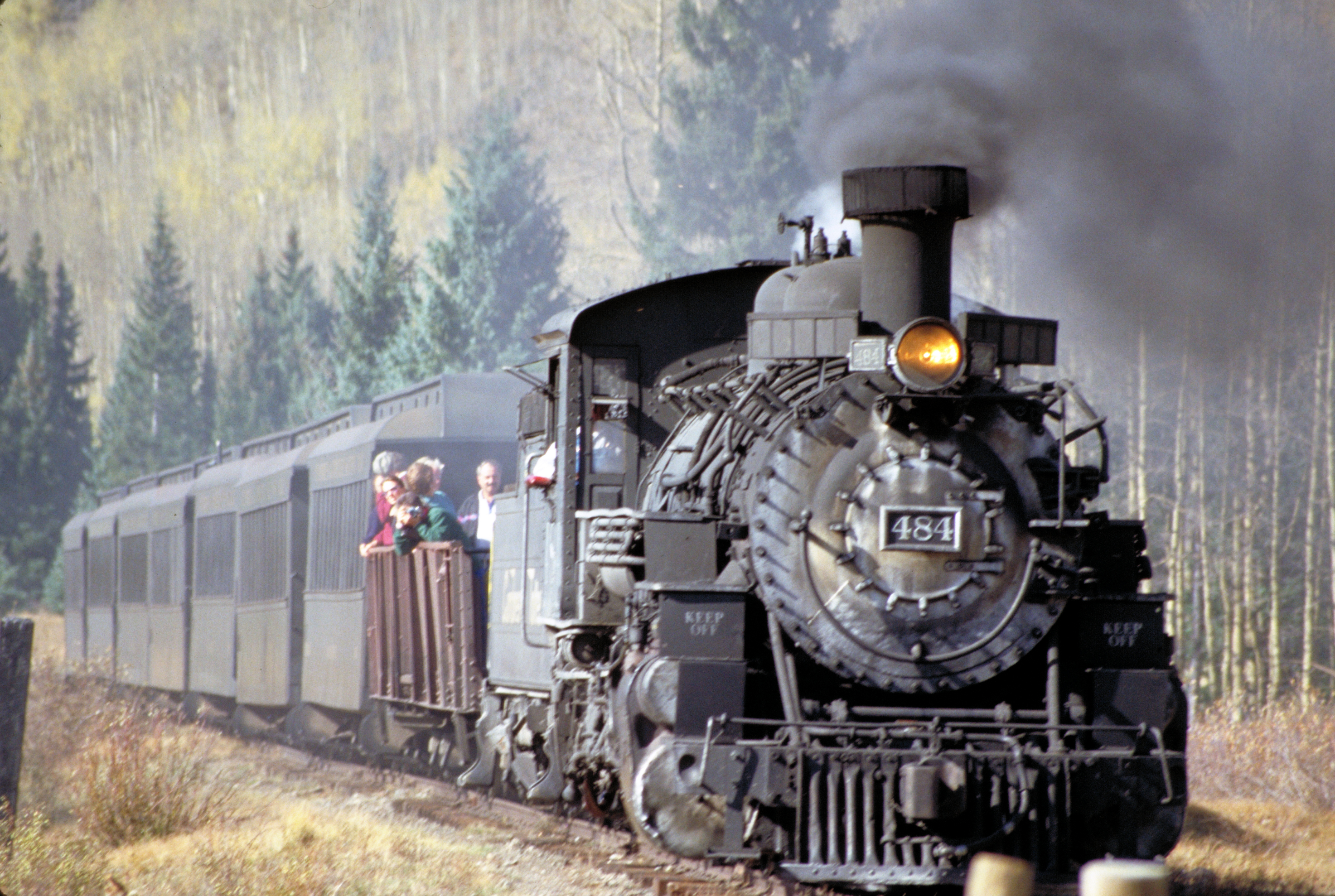
Locomotiva a vapore C&TS #484

La linea ferroviaria è stata costruita nei primi anni del 1880 da parte della Denver and Rio Grande Western Railroad come parte della linea di San Juan di estensione da Alamosa a Durango. La ferrovia è piuttosto ripida sul lato di Chama, con una pendenza del 4%. Il servizio passeggeri regolare era attuato dal San Juan Express che correva da Alamosa a Durango, ed è stato interrotto nel 1951. Il servizio merci è terminato nel 1968.
Nel 1970, gli Stati del Colorado e Nuovo Messico acquistarono congiuntamente la porzione di linea da Antonito a Chama, insieme a gran parte dei rotabili che operavano sulla linea. Questa sezione è la parte più panoramica della linea, e corre per lunghi tratti sul confine tra i due Stati. Il Congresso creò la Cumbres e Toltec Scenic Railroad Commission come entità bi-statale per sorvegliare la ferrovia. La gestione operativa è delegata ad una società che, utilizzando i rotabili originali, opera treni turistici durante la stagione estiva (da maggio a ottobre).

## Collegamenti esterni

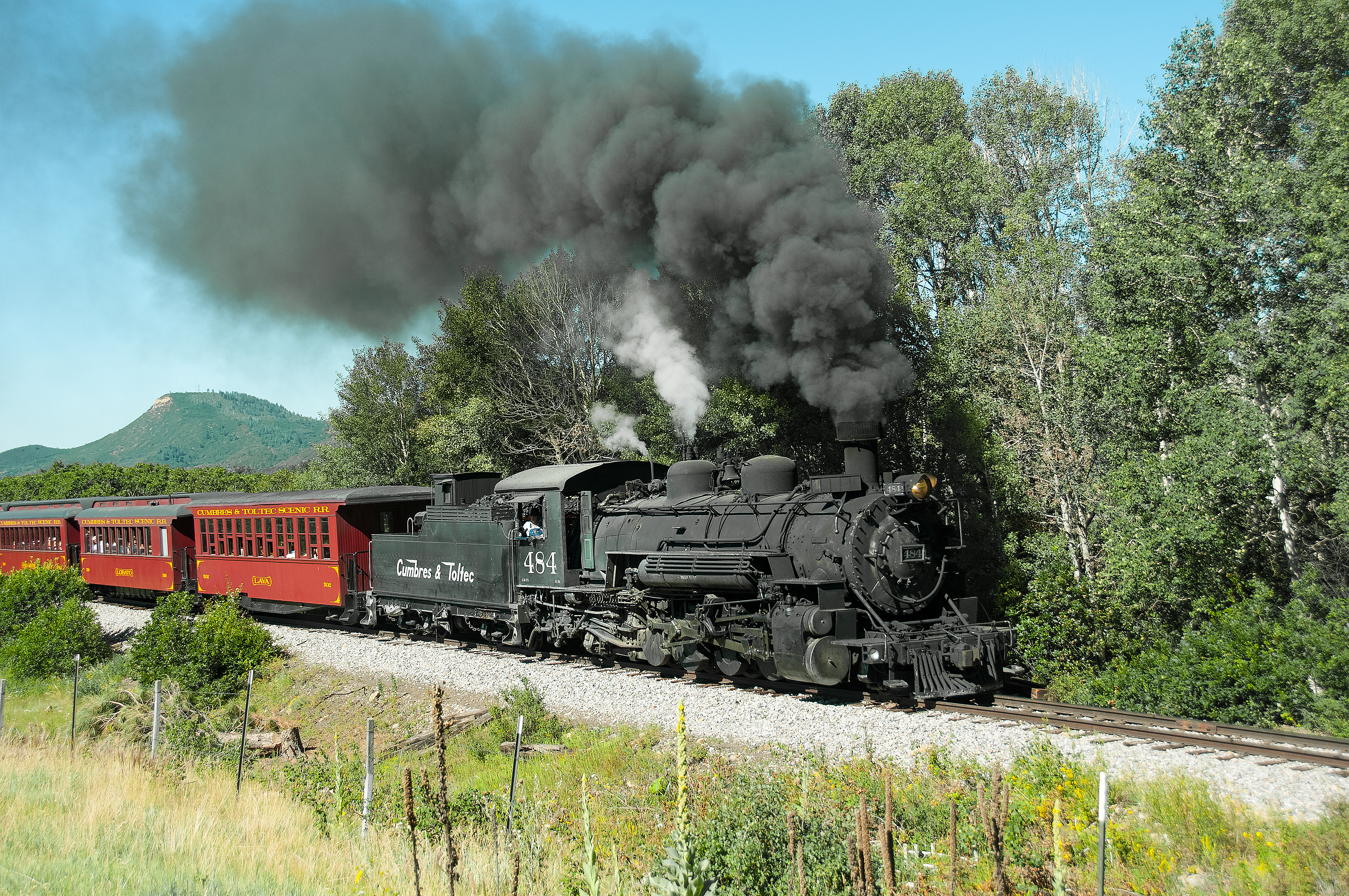
Un treno della Cumbres & Toltec